# Bastova Rudnea, Iemilciîne
Bastova Rudnea (în ucraineană Бастова Рудня) este un sat în comuna Nedilîșce din raionul Iemilciîne, regiunea Jîtomîr, Ucraina.

## Demografie
Componența lingvistică a localității Bastova Rudnea
     Ucraineană (98,26%)
     Rusă (1,05%)
Conform recensământului din 2001, majoritatea populației localității Bastova Rudnea era vorbitoare de ucraineană (98,26%), existând în minoritate și vorbitori de rusă (1,05%).